# Ivan Ivanovič Chemnicer
Ivan Ivanovič Chemnicer, Chemnitzer o Khemnitzer (in russo Иван Иванович Хемницер?; Enotaevskoe, 1745 – San Pietroburgo, 1784), è stato uno scrittore russo, ritenuto il più importante favolista precedente a Krylov.

## Biografia
Nacque nel governatorato di Astrachan', figlio di un fisico tedesco che prestò il servizio sotto l'esercito russo ai tempi di Pietro il Grande.
Dopo aver frequentato studi tecnico-scientifici ed aver visitato vari Paesi europei, tra i quali Germania, Paesi Bassi e Francia, accettò l'incarico di console presso gli uffici diplomatici di Smirne.
Contrariamente a Sumarokov ed agli altri precedenti favolisti russi, le cui opere si articolavano con intenti soprattutto satirici, Chemnitzer introdusse il genere favolistico a tematica moralistica nell'ambito della letteratura russa.
La sua produzione complessivamente comprese un centinaio di favole, tra le quali un terzo derivava dalle traduzioni dal francese delle favole di La Fontaine e da quelle di Gellert, un buon numero di liriche e due satire influenzate dallo stile di Kantemir.
La sua fama venne raggiunta solamente nel 1799, grazie alla pubblicazione postuma di 81 favole, tra le quali Metafizik ("Il metafisico"), Oboz ("Il convoglio") e Lestnica ("La scala"), Dionisio e il suo ministro, Il privilegio, che sono ancora oggi riprodotte nelle antologie scolastiche.
Le sue favole si contraddistinsero per la vivacità dei dialoghi, per i caratteri nazionali, per gli elementi della saggezza popolare quali proverbi e modi di dire, per la leggerezza e semplicità della lingua che facilitarono il grande e duraturo successo popolare.
Il celeberrimo poeta Puskin prese spunto dalla favola Il metafisico per polemizzare su alcuni gruppi di intellettuali moscoviti, fautori della filosofia idealistica tedesca.
Uomo di grande cultura, Chemnitzer conservò un atteggiamento democratico nei confronti delle tendenze reazionarie del suo tempo.